# Salvatore Farina
Salvatore Farina, född 10 januari 1846, död 15 december 1918, var en italiensk författare.
Farina var det borgerliga vardagslivets folkkäre skildrare i ett 50-tal romaner. Bland dessa märks Due amori (1869), Il tesoro di donnina (1874), Amore bendato (1874), samt Pe'begli occhi della gloria (1887). Farina vann ännu större popularitet i Tyskland än i Italien. Bland hans övriga verk märks novellcykeln Mio figlio (1879-1892), som med finhet analyserar ett barns utveckling. Av stort intresse är även memoarverket La mia giornata (tre band, 1910-1915), framför allt på grund av sina många porträtt av med Farina samtida författare och konstnärer.

## Böcker på svenska
- Blind kärlek: novell (Beijer, 1880)
- Noveller (översättning Hugo Hagelin, Almqvist & Wiksell, 1883) [Innehåller även noveller av Edmondo de Amicis)
- Kärlekens argusögon (översättning Tom Wilson, Looström, 1884)
- Med förbundna ögon (översättning E. af D., Klemmings antikvariat, 1886)
- Mitt barn (Adolf Bonnier, 1890)
- Förbjuden frukt: en kärlekssaga (översättning Johannes Granlund, Adolf Johnson, 1901)